# Libor Kozák
Libor Kozák (Brumov-Bylnice, 30 maggio 1989) è un calciatore ceco, attaccante dell'Opava.

## Caratteristiche
A inizio carriera, come da lui stesso dichiarato, ricopriva il ruolo di stopper data la sua imponente stazza fisica. Per via del suo senso del gol nelle sortite difensive e la sua grande tecnica soprattutto nel dribbling veloce, pur peccando invece nella precisione e nella potenza di tiro, convinse gli addetti ai lavori a spostarlo più avanti. Abile nel gioco aereo e a giocare di sponda, la sua carriera è stata condizionata dagli infortuni.

## Carriera

### Club

#### Gli inizi,  Opava
Ha cominciato la propria carriera agonistica militando nelle giovanili dell'Opava dal 2001 al 2007.
Nel 2007 esordisce con la maglia della prima squadra militante nella Druhá liga, seconda divisione del campionato ceco di calcio; nella sua prima stagione da professionista ottiene 15 presenze dove mette a segno 8 gol. Grazie ai suoi gol, nella sua prima stagione nell'Opava, ottiene la promozione in prima squadra, tale riconoscimento gli permette di giocare 26 partite nelle quali sigla 11 reti.

#### Lazio e il prestito al Brescia
Dopo aver effettuato nel gennaio 2008 un provino di una settimana presso la società inglese del Portsmouth che non gli è valso l'ingaggio, è stato acquistato dalla Lazio per la cifra di 1,2 milioni di euro nella sessione di calciomercato estiva dello stesso anno, dove si aggrega alla formazione Primavera. Con la rosa del settore giovanile delle Aquile ha segnato 7 reti. Nella vittoria per 5-0 contro l'Anderlecht nel Torneo di Viareggio ha messo a segno una tripletta. Porta la Lazio alla "Final Eight" del Campionato Primavera realizzando sia all'andata che al ritorno due gol decisivi all'AlbinoLeffe nei quarti di finale.
Il 2 maggio 2009, all'età di 19 anni, fa il suo esordio in Serie A nella trasferta persa per 2-0 allo Stadio Giuseppe Meazza contro l'Inter. Tre turni dopo, contro la Reggina, fa il suo esordio all'Olimpico subentrando al posto di Mauro Zárate al 66'. Il 31 maggio esordisce invece per la prima volta dal primo minuto contro la Juventus.
Nell'estate 2009 passa in prestito al Brescia dove, nella serie cadetta, disputa 30 partite realizzando 4 reti e con la sua squadra ottiene la promozione in Serie A.
Terminato il prestito al Brescia, torna nell'organico della Lazio a disposizione del tecnico friulano Edoardo Reja per la stagione 2010-2011. Viene utilizzato con il contagocce dal tecnico nella prima parte della stagione, ma risulta comunque decisivo. Alla seconda giornata di campionato si procura il calcio di rigore, poi trasformato da Hernanes, contro il Bologna. Il 18 settembre 2010, alla sua seconda presenza in campionato nel corso della partita Fiorentina-Lazio, segna il suo primo gol in Serie A, regalando la vittoria alle Aquile per 2-1. Il 29 gennaio 2011 segna la prima doppietta in Serie A in Lazio-Fiorentina, vinta dai biancocelesti per 2-0. Concluderà la stagione 2010-11 con 6 reti mentre la Lazio si classificherà quinta.
Il 14 dicembre 2011 mette a segno il suo primo gol nella stagione 2011-2012 contro lo Sporting Lisbona in Europa League, gol che permetterà ai biancocelesti di qualificarsi ai sedicesimi di finale. Con l'infortunio di Miroslav Klose, Kozak giocherà molto nel finale della stagione 2011-12 segnando gol decisivi nelle partite contro l'Atalanta e nell'ultima giornata contro l'Inter. La stagione si concluderà con 5 gol in campionato ed 1 in Europa League per il giocatore ceco mentre la Lazio si classificherà quarta.
Nella stagione 2012-2013 il centravanti ceco mette a segno i suoi primi gol dell'annata nella gara di ritorno dei play-off di Europa League contro gli sloveni del Mura 05, conclusasi con la vittoria per 3-1. Mette a segno la sua seconda doppietta stagionale l'8 novembre contro il Panathīnaïkos nella fase a gironi di Europa League, partita vinta per 3-0. Durante i sedicesimi di Europa League, mette a segno la sua terza doppietta stagionale ai danni del Borussia Mönchengladbach, partita pareggiata 3-3. Il 14 marzo mette a segno la sua prima tripletta da professionista che permetterà alla Lazio di superare gli ottavi di finale di Europa League contro lo Stoccarda, la Lazio non superava tale turno dalla stagione 2002-2003 quando raggiunse le semifinali di Coppa UEFA,  ed inoltre permette ai biancoazzurri di essere la prima squadra italiana a raggiungere i quarti di finale da quando, nel 2009, è stata istituita l'Europa League. Grazie alla tripletta rifilata allo Stoccarda diviene il miglior marcatore biancazzurro in attività nelle competizioni internazionali con 11 reti e il capocannoniere dell'Europa League con 8 reti. Il 19 maggio con la conclusione del campionato, Libor rimane a secco dopo aver disputato 19 partite. Il 26 maggio vince la Coppa Italia battendo in finale la Roma per 1-0.

#### Aston Villa
Il 2 settembre 2013 viene acquistato dagli inglesi dell'Aston Villa per circa otto milioni di euro. Il 15 settembre seguente fa il suo esordio con la nuova maglia, in occasione della sconfitta casalinga, per 1-2, contro il Newcastle, subentrando a Karim El Ahmadi al 67º minuto di gioco. Una settimana più tardi segna il suo primo gol con i Villans, risultando decisivo nella vittoria, per 1-0 sul campo del Norwich City. Il 2014 si apre nei peggiori dei modi per l'attaccante ceco, poiché in uno scontro con il compagno di squadra Ciaran Clark in allenamento, infatti, il giocatore si rompe tibia e perone ed è quindi costretto a concludere anticipatamente la sua prima annata in Inghilterra, chiusasi con 15 presenze e 4 gol tra campionato e coppe.
A causa di complicazioni legate al grave infortunio, dovute ad un'operazione chirurgica sbagliata, è costretto a saltare anche tutta la stagione 2014-2015.
Il 25 agosto 2015 fa il suo ritorno in campo dopo il lungo infortunio (605 giorni), in occasione del 2º turno di Coppa di Lega vinto, per 5-3, contro il Notts County ai tempi supplementari. Il 2 gennaio 2016 torna a giocare anche in Premier League, in occasione della partita persa, per 1-3, sul campo del Sunderland. Il 23 gennaio successivo, in occasione della trasferta pareggiata, per 0-0, contro il West Bromwich, in uno scontro di gioco subisce una frattura alla caviglia che lo allontana dal campo di gioco fino a fine stagione.
In tutto tra Premier League, Championship e Coppa di Lega mette insieme solo 22 presenze e 4 gol in quattro stagioni.

#### Ancora Italia e ritorno in patria
Il 29 agosto 2017, dopo essersi svincolato dal club inglese, decide di tornare in Italia per vestire la maglia del Bari militante in Serie B andando a firmare un contratto annuale. L'esordio arriva il 29 novembre successivo in occasione del quarto turno di Coppa Italia perso, per 2-1, contro il Sassuolo. Quattro giorni più tardi torna a disputare anche una partita di Serie B in occasione della sconfitta, per 3-1, contro l'Entella. Segna il primo gol con la maglia del Bari il 10 febbraio 2018 segnando la rete decisiva per l'1-0 contro il Frosinone. Colleziona 15 presenze e 2 gol.
Il 16 luglio 2018, con il fallimento del Bari, si trasferisce a titolo gratuito al Livorno sempre in Serie B. Esordisce con la maglia amaranto il 5 agosto nella partita vinta ai rigori contro la Casertana in Coppa Italia. Il 2 settembre, esordisce come titolare in campionato nella sconfitta 2-1 contro il Pescara. Il 17 gennaio 2019 dopo sole 9 presenze risolve il contratto che lo legava alla società amaranto.
La settimana seguente, il 23 gennaio 2019, torna in patria firmando con lo Slovan Liberec.
Il 28 maggio 2019 invece firma per lo Slavia Praga.

#### Puskás Akadémia
Il 23 giugno 2021 si accasa agli ungheresi della Puskás Akadémia.

#### Arezzo
L'8 agosto 2023 ritorna in Italia, firmando un contratto con l'Arezzo, in Serie C. Dopo 8 presenze complessive, il 31 gennaio 2024 risolve il contratto con la società toscana.

### Nazionale
Ha disputato otto partite e segnato tre gol nella nazionale Under-19 ceca, mentre segna subito al debutto con la nazionale Under-21.
Nel marzo 2011, dopo le buone prestazioni offerte con l'Under-21, l'attaccante ceco viene convocato dal CT della nazionale maggiore Michal Bílek per la doppia sfida di qualificazione ad Euro 2012 contro Spagna e Liechtenstein, senza però scendere in campo. Il 14 novembre 2012 esordisce nel match amichevole vinto per 3-0 contro la Slovacchia. Il 14 agosto 2013 mette a segno la sua prima rete con la nazionale maggiore durante l'amichevole contro l'Ungheria, partita pareggiata per 1-1.. Il 10 settembre 2013, in occasione della partita valevole per la qualificazione ai Campionato mondiale di calcio 2014 contro l'Italia persa 2-1, oltre ad avere segnato la rete dei cechi, ha rifilato una gomitata involontaria a Manuel Pasqual che ne procura un taglio sul sopracciglio poi saturati con 7 punti, per tale intervento viene ammonito dall'arbitro.
Nel giugno 2019 dopo quasi 6 anni di assenza torna a disputare una partita con la propria nazionale, subentrando a Schick nella vittoria per 3-0 contro il Montenegro, valida per le qualificazioni agli Europei 2020.

## Statistiche

### Presenze e reti nei club
Statistiche aggiornate al 16 novembre 2024.
| Stagione            | Squadra             | Campionato          | Campionato | Campionato | Coppe nazionali | Coppe nazionali | Coppe nazionali | Coppe continentali | Coppe continentali | Coppe continentali | Altre coppe | Altre coppe | Altre coppe | Totale | Totale |
| Stagione            | Squadra             | Comp                | Pres       | Reti       | Comp            | Pres            | Reti            | Comp               | Pres               | Reti               | Comp        | Pres        | Reti        | Pres   | Reti   |
| ------------------- | ------------------- | ------------------- | ---------- | ---------- | --------------- | --------------- | --------------- | ------------------ | ------------------ | ------------------ | ----------- | ----------- | ----------- | ------ | ------ |
| 2006-2007           | Opava               | 2L                  | 15         | 8          | CC              | 0               | 0               | -                  | -                  | -                  | -           | -           | -           | 15     | 8      |
| 2007-2008           | Opava               | 2L                  | 26         | 11         | CC              | 0               | 0               | -                  | -                  | -                  | -           | -           | -           | 26     | 11     |
| 2008-2009           | Lazio               | A                   | 3          | 0          | CI              | 0               | 0               | -                  | -                  | -                  | -           | -           | -           | 3      | 0      |
| 2009-2010           | Brescia             | B                   | 26+4       | 4          | CI              | 0               | 0               | -                  | -                  | -                  | -           | -           | -           | 30     | 4      |
| 2010-2011           | Lazio               | A                   | 19         | 6          | CI              | 3               | 1               | -                  | -                  | -                  | -           | -           | -           | 22     | 7      |
| 2011-2012           | Lazio               | A                   | 17         | 4          | CI              | 0               | 0               | UEL                | 7                  | 1                  | -           | -           | -           | 24     | 5      |
| 2012-2013           | Lazio               | A                   | 19         | 0          | CI              | 1               | 0               | UEL                | 11                 | 10                 | -           | -           | -           | 31     | 10     |
| Totale Lazio        | Totale Lazio        | Totale Lazio        | 58         | 10         |                 | 4               | 1               |                    | 18                 | 11                 |             | -           | -           | 80     | 22     |
| 2013-2014           | Aston Villa         | PL                  | 14         | 4          | FACup+CdL       | 0+1             | 0               | -                  | -                  | -                  | -           | -           | -           | 15     | 4      |
| 2014-2015           | Aston Villa         | PL                  | 0          | 0          | FACup+CdL       | 0               | 0               | -                  | -                  | -                  | -           | -           | -           | 0      | 0      |
| 2015-2016           | Aston Villa         | PL                  | 4          | 0          | FACup+CdL       | 0+1             | 0               | -                  | -                  | -                  | -           | -           | -           | 5      | 0      |
| 2016-2017           | Aston Villa         | FLC                 | 2          | 0          | FACup+CdL       | 0               | 0               | -                  | -                  | -                  | -           | -           | -           | 2      | 0      |
| Totale Aston Villa  | Totale Aston Villa  | Totale Aston Villa  | 20         | 4          |                 | 2               | 0               |                    | -                  | -                  |             | -           | -           | 22     | 4      |
| 2017-2018           | Bari                | B                   | 15         | 2          | CI              | 1               | 0               | -                  | -                  | -                  | -           | -           | -           | 16     | 2      |
| 2018-gen. 2019      | Livorno             | B                   | 9          | 0          | CI              | 2               | 0               | -                  | -                  | -                  | -           | -           | -           | 11     | 0      |
| gen.-giu, 2019      | Slovan Liberec      | 1L                  | 10+4       | 7          | CC              | 1               | 0               | -                  | -                  | -                  | -           | -           | -           | 15     | 7      |
| 2019-2020           | Sparta Praga        | 1L                  | 27+4       | 11+3       | CC              | 5               | 4               | UEL                | 2                  | 0                  | -           | -           | -           | 38     | 18     |
| 2020-2021           | Sparta Praga        | 1L                  | 13         | 4          | CC              | 2               | 0               | UEL                | 1                  | 0                  | -           | -           | -           | 16     | 4      |
| Totale Sparta Praga | Totale Sparta Praga | Totale Sparta Praga | 44         | 18         |                 | 7               | 4               |                    | 3                  | 0                  |             | -           | -           | 54     | 22     |
| 2021-2022           | Puskás Akadémia     | NB I                | 25         | 4          | MK              | 2               | 1               | UECL               | 2                  | 0                  | -           | -           | -           | 29     | 5      |
| 2022-gen. 2023      | Slovácko            | 1L                  | 11         | 1          | CC              | 0               | 0               | UEL+UECL           | 1+4                | 0+1                | -           | -           | -           | 16     | 2      |
| gen.-giu. 2023      | Trinity Zlín        | 1L                  | 10+2       | 4          | CC              | -               | -               | -                  | -                  | -                  | -           | -           | -           | 12     | 4      |
| 2023-gen. 2024      | Arezzo              | C                   | 7          | 0          | CI-C            | 1               | 0               | -                  | -                  | -                  | -           | -           | -           | 8      | 0      |
| 2024-2025           | Opava               | 2L                  | 14         | 4          | CC              | 1               | 0               | -                  | -                  | -                  | -           | -           | -           | 15     | 4      |
| Totale Opava        | Totale Opava        | Totale Opava        | 55         | 23         |                 | 1               | 0               |                    |                    |                    |             |             |             | 56     | 23     |
| Totale carriera     | Totale carriera     | Totale carriera     | 300        | 77         |                 | 21              | 6               |                    | 28                 | 12                 |             | -           | -           | 349    | 95     |

### Cronologia delle presenze e reti in nazionale
| Cronologia completa delle presenze e delle reti in nazionale ― Rep. Ceca | Cronologia completa delle presenze e delle reti in nazionale ― Rep. Ceca | Cronologia completa delle presenze e delle reti in nazionale ― Rep. Ceca | Cronologia completa delle presenze e delle reti in nazionale ― Rep. Ceca | Cronologia completa delle presenze e delle reti in nazionale ― Rep. Ceca | Cronologia completa delle presenze e delle reti in nazionale ― Rep. Ceca | Cronologia completa delle presenze e delle reti in nazionale ― Rep. Ceca | Cronologia completa delle presenze e delle reti in nazionale ― Rep. Ceca |
| Data                                                                     | Città                                                                    | In casa                                                                  | Risultato                                                                | Ospiti                                                                   | Competizione                                                             | Reti                                                                     | Note                                                                     |
| ------------------------------------------------------------------------ | ------------------------------------------------------------------------ | ------------------------------------------------------------------------ | ------------------------------------------------------------------------ | ------------------------------------------------------------------------ | ------------------------------------------------------------------------ | ------------------------------------------------------------------------ | ------------------------------------------------------------------------ |
| 14-11-2012                                                               | Olomouc                                                                  | Rep. Ceca                                                                | 3 – 0                                                                    | Slovacchia                                                               | Amichevole                                                               | -                                                                        | 67’                                                                      |
| 22-3-2013                                                                | Olomouc                                                                  | Rep. Ceca                                                                | 0 – 3                                                                    | Danimarca                                                                | Qual. Mondiali 2014                                                      | -                                                                        | 74’ 81’                                                                  |
| 7-6-2013                                                                 | Praga                                                                    | Rep. Ceca                                                                | 0 – 0                                                                    | Italia                                                                   | Qual. Mondiali 2014                                                      | -                                                                        |                                                                          |
| 14-8-2013                                                                | Budapest                                                                 | Ungheria                                                                 | 1 – 1                                                                    | Rep. Ceca                                                                | Amichevole                                                               | 1                                                                        | 58’                                                                      |
| 6-9-2013                                                                 | Praga                                                                    | Rep. Ceca                                                                | 1 – 2                                                                    | Armenia                                                                  | Qual. Mondiali 2014                                                      | -                                                                        |                                                                          |
| 10-9-2013                                                                | Torino                                                                   | Italia                                                                   | 2 – 1                                                                    | Rep. Ceca                                                                | Qual. Mondiali 2014                                                      | 1                                                                        | 78’                                                                      |
| 15-10-2013                                                               | Sofia                                                                    | Bulgaria                                                                 | 0 – 1                                                                    | Rep. Ceca                                                                | Qual. Mondiali 2014                                                      | -                                                                        |                                                                          |
| 15-11-2013                                                               | Olomouc                                                                  | Rep. Ceca                                                                | 2 – 0                                                                    | Canada                                                                   | Amichevole                                                               | -                                                                        | 46’                                                                      |
| 10-6-2019                                                                | Olomouc                                                                  | Rep. Ceca                                                                | 3 – 0                                                                    | Montenegro                                                               | Qual. Euro 2020                                                          | -                                                                        | 88’                                                                      |
| Totale                                                                   |                                                                          | Presenze                                                                 | 9                                                                        |                                                                          | Reti                                                                     | 2                                                                        |                                                                          |

## Palmarès

### Club
- Coppa Italia: 2

Lazio: 2008-2009, 2012-2013
- Coppa della Repubblica Ceca: 1

Sparta Praga: 2019-2020

### Individuale
- Capocannoniere della UEFA Europa League: 1

2012-2013 (8 gol)
- Capocannoniere della 1. liga: 1

2019-2020 (14 gol)